# Teresa Białobrzeska
Teresa Białobrzeska-Pilarska (ur. 1937) – polska lekkoatletka, płotkarka.

## Kariera
Wicemistrzyni Polski w biegu na 80 metrów przez płotki (1952).

## Rekordy życiowe
- Bieg na 100 metrów – 12,4 (1953)[1], wynik ten był najlepszym w Polsce w sezonie 1953[1][2]
- Bieg na 200 metrów – 26,2 (1954)[1]
- Bieg na 80 metrów przez płotki – 12,2 (1953)[1]